# Орантес, Мануэль
Мануэ́ль Ора́нтес-Корра́ль (исп. Manuel Orantes Corral; р. 6 февраля 1949, Гранада) —  испанский профессиональный теннисист.
- Победитель Открытого чемпионата США 1975 года и турнира Мастерс 1976 года
- Финалист показательного Олимпийского турнира 1968 года
- Обладатель Кубка Наций 1978 и 1983 годов в составе сборной Испании
- Член Международного зала теннисной славы с 2012 года

## Спортивная карьера
Уже в 1967 году 18-летний Маноло Орантес провёл свои первые матчи за сборную Испании в Кубке Дэвиса. В тот год сборная Испании дошла до этапа вызова, где встретилась с безусловными лидерами Кубка Дэвиса тех лет, австралийцами, и Орантесу в тот момент оказалось ещё нечего противопоставить Джону Ньюкомбу и Рою Эмерсону.
В 19 лет Маноло, не входивший в число посеянных участников на показательном турнире Олимпиады в Мехико, сумел последовательно победить посеянных под третьим и вторым номерами соперников и дойти до финала, где в упорнейшем пятисетовом поединке проиграл первой ракетке турнира, своему соотечественнику Мануэлю Сантане. В том же году он дошёл до четвертьфинала чемпионата Австралии в одиночном разряде и до полуфинала в парах. 
В 1970 году сборная Испании, в которой выступал Орантес, дошла до финала межзонального турнира Кубка Дэвиса, где уступила команде ФРГ со счётом 4-1; Орантес принёс команде единственное очко в этом матче. В 1972 году он дошёл до полуфинала на двух турнирах Большого шлема: сначала на Открытом чемпионате Франции, победив бывшего чемпиона Николу Пьетранджели в 1/8 финала, а потом на Уимблдонском турнире.
Когда в августе 1973 года был впервые введён рейтинг ATP, Мануэль Орантес оказался на втором месте в этой теннисной табели о рангах, пропустив вперёд только Илие Настасе. В 1974 году во Франции он вышел в свой первый финал турнира Большого шлема, где вёл со счётом 2-0 по сетам у Бьорна Борга, но не сумел удержать преимущество. На следующий год на Открытом чемпионате США, впервые проводившмся на грунтовом покрытии, Орантес выдержал длившийся почти до полуночи пятисетовый полуфинал против Гильермо Виласа, в том числе отыграв пять матчболов в четвёртом сете, а в финале на следующий день разгромил действующего чемпиона Джимми Коннорса. Победа в Открытом чемпионате США стала одной из восьми побед Орантеса на турнирах за этот год.
В 1976 году Орантес выиграл по ходу сезона шесть турниров, в пятый раз подряд завоевав право играть в итоговом турнире года по версии АТР, Мастерс, и с пятой попытки сумел победить и на этом престижном соревновании.
В 1978 году Орантес сначала со сборной Испании выиграл командный Кубок Наций, а затем в 29 лет впервые в карьере дошёл до финала турнира Большого шлема в парном разряде. Это произошло во Франции, где его партнёром был соотечественник Хосе Игерас. 
В 1983 году заканчивающий карьеру Мануэль Орантес ещё раз завоевал со сборной Кубок Наций. Этот год был последним в его карьере. В общей сложности он выиграл за карьеру, трижды прерывавшуюся из-за травм, 33 турнира в одиночном разряде, 22 в парах и два в команде. Он стал победителем открытых первенств Испании, США, Канады, Италии, Германии (ФРГ), Швеции, Швейцарии, Австрии и Японии. В рамках Кубка Дэвиса он принёс команде Испании 60 побед в 87 матчах.
В 2012 году имя Мануэля Орантеса было включено в списки Международного зала теннисной славы.

## Участие в финалах турниров Большого шлема за карьеру

### Одиночный разряд (2)
| Результат | Год  | Турнир                     | Покрытие | Соперник в финале | Счёт в финале            |
| --------- | ---- | -------------------------- | -------- | ----------------- | ------------------------ |
| Поражение | 1974 | Открытый чемпионат Франции | Грунт    | Бьорн Борг        | 6-2, 7-61, 0-6, 1-6, 1-6 |
| Победа    | 1975 | Открытый чемпионат США     | Грунт    | Джимми Коннорс    | 6-4, 6-3, 6-3            |

### Мужской парный разряд (1)
| Результат | Год  | Турнир                     | Партнёр     | Соперники в финале      | Счёт в финале |
| --------- | ---- | -------------------------- | ----------- | ----------------------- | ------------- |
| Поражение | 1978 | Открытый чемпионат Франции | Хосе Игерас | Джин Майер Хэнк Пфистер | 3-6, 2-6, 2-6 |

## Титулы за карьеру

### Одиночный разряд (33)
| №   | Дата        | Турнир                                              | Покрытие | Соперник в финале | Счёт в финале             |
| --- | ----------- | --------------------------------------------------- | -------- | ----------------- | ------------------------- |
| 1.  | 4 окт 1969  | Международный чемпионат Испании, Барселона          | Грунт    | Мануэль Сантана   | 6–4, 7–5, 6–4             |
| 2.  | 18 окт 1971 | Trofeo Conde de Godó, Барселона (2)                 | Грунт    | Роберт Лутц       | 6–4, 6–3, 6–4             |
| 3.  | 17 мар 1972 | Каракас, Венесуэла                                  | Хард     | Харун Рахим       | 6–4, 7–5, 6–4             |
| 4.  | 24 апр 1972 | Открытый чемпионат Италии, Рим                      | Грунт    | Ян Кодеш          | 4–6, 6–1, 7–5, 6–2        |
| 5.  | 14 мая 1972 | Брюссель, Бельгия                                   | Грунт    | Андрес Химено     | 6–4, 6–1, 2–6, 7–5        |
| 6.  | 5 июн 1972  | Открытый Гран-при Германии, Гамбург                 | Грунт    | Адриано Панатта   | 6–3, 9–8, 6–0             |
| 7.  | 16 июл 1972 | Открытый чемпионат Швеции, Бостад                   | Грунт    | Илие Настасе      | 6–4, 6–3, 6–1             |
| 8.  | 2 апр 1973  | Валенсия, Испания                                   | Грунт    | Адриано Панатта   | 6–4, 6–4, 6–3             |
| 9.  | 15 апр 1973 | Craven International Championships, Ницца, Франция  | Грунт    | Адриано Панатта   | 7–6, 5–7, 4–6, 7–6, 12–10 |
| 10. | 5 авг 1973  | Луисвилл, США                                       | Грунт    | Джон Ньюкомб      | 3–6, 6–3, 6–4             |
| 11. | 13 авг 1973 | Чемпионат США на грунтовых кортах, Индианаполис     | Грунт    | Жорж Гован        | 6–4, 6–1, 6–4             |
| 12. | 3 мар 1975  | Открытый чемпионат Каира, Египет                    | Грунт    | Франсуа Жоффре    | 6–0, 4–6, 6–1, 6–3        |
| 13. | 23 мар 1975 | Monte-Carlo Open, Монако                            | Грунт    | Боб Хьюитт        | 6–2, 6–4                  |
| 14. | 12 мая 1975 | Борнмут, Великобритания                             | Грунт    | Онни Парун        | 6–3, 4–6, 6–2, 7–5        |
| 15. | 19 мая 1975 | Открытый Гран-при Германии, Гамбург (2)             | Грунт    | Ян Кодеш          | 3–6, 6–2, 6–2, 4–6, 6–1   |
| 16. | 7 июл 1975  | Открытый чемпионат Швеции, Бостад (2)               | Грунт    | Хосе Игерас       | 6–0, 6–3                  |
| 17. | 4 авг 1975  | Чемпионат США на грунтовых кортах, Индианаполис (2) | Грунт    | Артур Эш          | 6–2, 6–2                  |
| 18. | 11 авг 1975 | Rothmans Canadian Open, Торонто                     | Хард     | Илие Настасе      | 7–6, 6–0, 6–1             |
| 19. | 27 авг 1975 | Открытый чемпионат США, Нью-Йорк                    | Грунт    | Джимми Коннорс    | 6–4, 6–3, 6–3             |
| 20. | 28 мар 1976 | Валенсия (2)                                        | Грунт    | Челль Юханссон    | 6–2, 6–2, 6–2             |
| 21. | 4 мая 1976  | BMW Open, Мюнхен, ФРГ                               | Грунт    | Карл Майлер       | 6–1, 6–4, 6–1             |
| 22. | 18 июл 1976 | Открытый чемпионат Австрии, Кицбюэль                | Грунт    | Ян Кодеш          | 7–6, 6–2, 7–6             |
| 23. | 4 окт 1976  | Кубок Арьямехра, Тегеран, Иран                      | Грунт    | Рауль Рамирес     | 7–6, 6–0, 2–6, 6–4        |
| 24. | 11 окт 1976 | Мадрид, Испания                                     | Грунт    | Эдди Диббс        | 7–6, 6–2, 6–1             |
| 25. | 18 окт 1976 | Trofeo Conde de Godó, Барселона (3)                 | Грунт    | Эдди Диббс        | 6–1, 2–6, 2–6, 7–5, 6–4   |
| 26. | 5 дек 1976  | Мастерс, Хьюстон, США                               | Ковёр    | Войтек Фибак      | 5–7, 6–2, 0–6, 7–6, 6–1   |
| 27. | 8 авг 1977  | Чемпионат США на грунтовых кортах, Индианаполис (3) | Грунт    | Джимми Коннорс    | 6–1, 6–3                  |
| 28. | 23 авг 1977 | Чемпионат США среди профессионалов, Бостон, США     | Грунт    | Эдди Диббс        | 7–6, 7–5, 6–4             |
| 29. | 31 окт 1977 | Открытый чемпионат Японии, Токио                    | Грунт    | Ким Уорик         | 6–2, 6–1                  |
| 30. | 21 авг 1978 | Чемпионат США среди профессионалов, Бостон (2)      | Грунт    | Гарольд Соломон   | 6–4, 6–3                  |
| 31. | 22 мая 1979 | BMW Open, Мюнхен (2)                                | Грунт    | Войтек Фибак      | 6–3, 6–2, 6–4             |
| 32. | 14 сен 1981 | Палермо, Италия                                     | Грунт    | Педро Ребольедо   | 6–4, 6–0, 6–0             |
| 33. | 19 апр 1982 | Борнмут (2)                                         | Грунт    | Анхель Хименес    | 6–2, 6–0                  |

### Парный разряд (22)
| №   | Дата        | Турнир                                                    | Покрытие | Партнёр           | Соперники в финале                   | Счёт в финале            |
| --- | ----------- | --------------------------------------------------------- | -------- | ----------------- | ------------------------------------ | ------------------------ |
| 1.  | 4 окт 1969  | Международный чемпионат Испании, Барселона                | Грунт    | Патрисио Родригес | Рэй Келди Терри Эддисон              | 8–10, 6–3, 6–1, 5–7, 6–2 |
| 2.  | 14 фев 1971 | Нью-Йорк, США                                             | Хард (i) | Хуан Хисберт      | Джимми Коннорс Харун Рахим           | 7–6, 6–2                 |
| 3.  | 21 фев 1971 | U.S. National Indoor Championships, Солсбери, Мэриленд    | Хард (i) | Хуан Хисберт      | Кларк Гребнер Томас Кох              | 6–3, 4–6, 7–6            |
| 4.  | 20 фев 1972 | U.S. National Indoor Championships, Солсбери (2)          | Хард (i) | Андрес Химено     | Хуан Хисберт Владимир Зедник         | 6–4, 6–3                 |
| 5.  | 14 мая 1972 | Брюссель, Бельгия                                         | Грунт    | Хуан Хисберт      | Патрисио Корнехо Хайме Фильоль       | 9–7, 6–3                 |
| 6.  | 23 июн 1972 | Истборн, Великобритания                                   | Трава    | Хуан Хисберт      | Николас Калогеропулос Эндрю Петтисон | 8–6, 6–2                 |
| 7.  | 23 окт 1972 | Trofeo Conde de Godó, Барселона (2)                       | Грунт    | Хуан Хисберт      | Фрю Макмиллан Илие Настасе           | 6–3, 3–6, 6–4            |
| 8.  | 2 апр 1973  | Trofeo Conde de Godó, Барселона (3)                       | Грунт    | Хуан Хисберт      | Ион Цирьяк Майк Эстеп                | 6–4, 7–6                 |
| 9.  | 5 авг 1973  | Луисвилл, США                                             | Грунт    | Ион Цирьяк        | Кларк Гребнер Джон Ньюкомб           | 0–6, 6–4, 6–3            |
| 10. | 15 мая 1974 | BMW Open, Мюнхен, ФРГ                                     | Грунт    | Антонио Муньос    | Ханс-Юрген Поман Юрген Фассбендер    | 2–6, 6–4, 7–6, 6–2       |
| 11. | 14 июл 1974 | Allianz Suisse Open Gstaad, Швейцария                     | Грунт    | Хосе Игерас       | Томас Кох Рой Эмерсон                | 7–5, 0–6, 6–1, 9–8       |
| 12. | 12 авг 1974 | Rothmans Canadian Open, Монреаль                          | Хард     | Гильермо Вилас    | Ханс-Юрген Поман Юрген Фассбендер    | 6–1, 2–6, 6–2            |
| 13. | 27 окт 1974 | Кубок Арьямехра, Тегеран, Иран                            | Грунт    | Гильермо Вилас    | Брайан Готтфрид Рауль Рамирес        | 7–6, 2–6, 6–2            |
| 14. | 24 ноя 1974 | Открытый чемпионат Южной Америки, Буэнос-Айрес, Аргентина | Грунт    | Гильермо Вилас    | Кларк Гребнер Томас Кох              | 6–4, 6–3                 |
| 15. | 12 мая 1975 | Борнмут, Великобритания                                   | Грунт    | Хуан Хисберт      | Сид Болл Дик Крили                   | 8–6, 6–3                 |
| 16. | 19 мая 1975 | Открытый Гран-при Германии, Гамбург                       | Грунт    | Хуан Хисберт      | Ян Кодеш Войтек Фибак                | 6–3, 7–6                 |
| 17. | 4 авг 1975  | Чемпионат США на грунтовых кортах, Индианаполис           | Грунт    | Хуан Хисберт      | Ханс-Юрген Поман Войтек Фибак        | 7–5, 6–0                 |
| 18. | 26 окт 1975 | Кубок Арьямехра (2)                                       | Грунт    | Хуан Хисберт      | Фрю Макмиллан Боб Хьюитт             | 7–5, 6–7, 6–1, 6–4       |
| 19. | 17 ноя 1975 | Калькутта, Индия                                          | Грунт    | Хуан Хисберт      | Ананд Амритраж Виджай Амритраж       | 1–6, 6–4, 6–3            |
| 20. | 28 мар 1976 | Валенсия, Испания                                         | Грунт    | Хуан Хисберт      | Коррадо Барадзутти Антонио Зугарелли | без игры                 |
| 21. | 4 мая 1976  | BMW Open, Мюнхен (2)                                      | Грунт    | Хуан Хисберт      | Ханс-Юрген Поман Юрген Фассбендер    | 1–6, 6–3, 6–2, 2–3 отказ |
| 22. | 25 янв 1982 | Винья-дель-Мар, Чили                                      | Грунт    | Рауль Рамирес     | Гильермо Аубоне Анхель Хименес       | без игры                 |

## Участие в финалах командных турниров (3)

### Победы (2)
| Год  | Турнир      | Команда                                     | Соперник в финале                | Счёт в финале |
| ---- | ----------- | ------------------------------------------- | -------------------------------- | ------------- |
| 1978 | Кубок Наций | Испания · Х. Игерас, М. Орантес             | Австралия · Ф. Дент, Д. Ньюкомб  | 2-1           |
| 1983 | Кубок Наций | Испания · Х. Игерас, М. Орантес, А. Хименес | Австралия · П. Кэш, М. Эдмондсон | 2-1           |

### Поражение (1)
| Год  | Турнир       | Команда                        | Соперник в финале                        | Счёт в финале |
| ---- | ------------ | ------------------------------ | ---------------------------------------- | ------------- |
| 1967 | Кубок Дэвиса | Испания М. Орантес, М. Сантана | Австралия Д. Ньюкомб, Т. Роч, Р. Эмерсон | 1-4           |

## Статистика участия в центральных турнирах

### Одиночный разряд
| Турнир                       | 1968 | 1969 | 1970 | 1971 | 1972 | 1973 | 1974 | 1975 | 1976 | 1977 | 1978 | 1979 | 1980 | 1981 | 1982 | 1983 | Итого  |
| ---------------------------- | ---- | ---- | ---- | ---- | ---- | ---- | ---- | ---- | ---- | ---- | ---- | ---- | ---- | ---- | ---- | ---- | ------ |
| Открытый чемпионат Австралии | 1/4  | НУ   | НУ   | НУ   | НУ   | НУ   | НУ   | НУ   | НУ   | НУ   | НУ   | НУ   | НУ   | НУ   | НУ   | НУ   | 0 / 1  |
| Открытый чемпионат Франции   | 1К   | 3К   | 4К   | 1К   | 1/2  | 2К   | Ф    | 1К   | 1/4  | НУ   | 1/4  | 4К   | 4К   | 1К   | НУ   | 2К   | 0 / 14 |
| Уимблдонский турнир          | 1К   | 1К   | 3К   | 1К   | 1/2  | НУ   | 4К   | НУ   | НУ   | НУ   | НУ   | 4К   | НУ   | НУ   | НУ   | НУ   | 0 / 7  |
| Открытый чемпионат США       | НУ   | 2К   | НУ   | 4К   | 3К   | 3К   | 2К   | П    | 1/4  | 1/4  | 1К   | НУ   | НУ   | НУ   | НУ   | НУ   | 1 / 9  |
| Мастерс                      | -    | -    | НУ   | НУ   | КК   | КК   | КК   | КК   | П    | НУ   | КК   | НУ   | НУ   | НУ   | НУ   | НУ   | 1 / 6  |
| Рейтинг в конце года         | -    | -    | -    | -    | -    | 7    | 11   | 5    | 4    | 7    | 12   | 19   | 58   | -    | -    | 41   | -      |

### Парный разряд
| Турнир                       | 1968 | 1969 | 1970 | 1971 | 1972 | 1973 | 1974 | 1975 | 1976 | 1977 | 1978 | Итого |
| ---------------------------- | ---- | ---- | ---- | ---- | ---- | ---- | ---- | ---- | ---- | ---- | ---- | ----- |
| Открытый чемпионат Австралии | 1/2  | НУ   | НУ   | НУ   | НУ   | НУ   | НУ   | НУ   | НУ   | НУ   | НУ   | 0 / 1 |
| Открытый чемпионат Франции   | НУ   | 3К   | 2К   | НУ   | 3К   | 1К   | 2К   | 1/2  | 1/2  | НУ   | Ф    | 0 / 8 |
| Уимблдонский турнир          | 3К   | 3К   | 2К   | 1К   | 1/4  | НУ   | 2К   | НУ   | НУ   | НУ   | НУ   | 0 / 6 |
| Открытый чемпионат США       | НУ   | 2К   | 1К   | 2К   | 1/2  | 1К   | 1К   | 3К   | НУ   | НУ   | НУ   | 0 / 7 |

## Тренерская карьера
В первое десятилетие XXI века в Барселоне начала работу теннисная школа будущих профессионалов Мануэля Орантеса.